# Gières
Gières este o comună în departamentul Isère din sud-estul Franței. În 2009 avea o populație de 6.049 de locuitori.

## Evoluția populației
| An        | 1975  | 1982  | 1990  | 1999  | 2006  | 2009  |
| --------- | ----- | ----- | ----- | ----- | ----- | ----- |
| Populație | 3.346 | 4.005 | 4.373 | 6.127 | 6.211 | 6.049 |